# 데이터 동화
데이터 동화(Data assimilation) 또는 자료 동화는 이론(보통 수치 모델의 형태)과 관찰을 최적으로 결합하려는 수학적 분야이다. 추구하는 목표에는 여러 가지가 있을 수 있다. 예를 들어, 시스템의 최적 상태 추정을 결정하고, 수치 예측 모델의 초기 조건을 결정하고, 관찰되는 시스템에 대한 (예: 물리적) 지식을 사용하여 희박한 관찰 데이터를 보간하고, 관찰된 데이터의 모델 훈련을 기반으로 수치 매개변수를 설정한다. 목표에 따라 다양한 해결 방법을 사용할 수 있다. 데이터 동화는 분석되는 시스템의 동적 모델을 활용한다는 점에서 다른 형태의 기계 학습, 이미지 분석 및 통계 방법과 구별된다.
데이터 동화는 처음에는 수치적 기상 예측 분야에서 개발되었다. 수치적 기상 예측 모델은 일반적으로 컴퓨터 프로그램에 코딩된 대기의 동적 동작을 설명하는 방정식이다. 이러한 모델을 사용하여 예측을 하기 위해서는 현재 대기 상태와 매우 유사한 모델에 대한 초기 조건이 필요하다. 단순히 수치 모델에 점별 측정값을 삽입하는 것만으로는 만족스러운 솔루션을 제공하지 못했다. 실제 측정에는 기기의 품질과 측정 위치가 얼마나 정확하게 알려져 있는지로 인해 오류가 포함된다. 이러한 오류는 예측의 기술 수준을 제거하는 모델의 불안정성을 초래할 수 있다. 따라서 수치모델의 안정성을 유지하면서 이용 가능한 모든 데이터를 사용하여 모델을 초기화하기 위해서는 보다 정교한 방법이 필요했다. 이러한 데이터에는 일반적으로 측정값뿐만 아니라 측정과 동시에 유효한 이전 예측도 포함된다. 반복적으로 적용하면 이 프로세스는 과거 관찰의 정보를 모든 후속 예측에 축적하기 시작한다.
데이터 동화는 수치적 기상 예측 분야에서 발전했기 때문에 처음에는 지구과학 분야에서 인기를 얻었다. 실제로, 모든 지구과학에서 가장 많이 인용되는 출판물 중 하나는 관찰된 대기의 역사를 재구성하기 위해 데이터 동화를 적용한 것이다.